# Borneói kígyászsas
A borneói kígyászsas (Spilornis kinabaluensis) a madarak osztályának vágómadár-alakúak (Accipitriformes) rendjébe a vágómadárfélék (Accipitridae) családjába és a kígyászölyvformák (Circaetinae) alcsaládjába tartozó faj.

## Rendszerezése
A fajt William Lutley Sclater brit zoológus írta le 1919-ben, a kontyos kígyászsas (Spilornis cheela) alfajaként Spilornis cheela kinabaluensis néven.

## Előfordulása
Borneó északkeleti részén, Brunei, Indonézia és Malajzia területén honos.Természetes élőhelyei a szubtrópusi és trópusi hegyi esőerdők. Állandó, nem vonuló faj.

## Megjelenése
Testhossza 58 centiméter, szárnyfesztávolsága 118-129 centiméter.

## Természetvédelmi helyzete
Az elterjedési területe kicsi, egyedszáma 2500-9999 példány közötti és csökken. A Természetvédelmi Világszövetség Vörös listáján sebezhető fajként szerepel.